# 勞恩達爾巴赫河

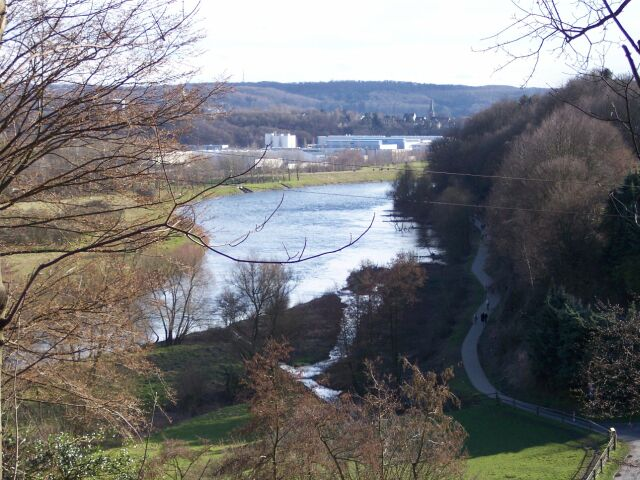

51°25′00″N 7°11′03″E / 51.416791°N 7.184222°E
勞恩達爾巴赫河（德語：Rauendahler Bach），是德國的河流，位於該國西部，處於北萊茵-威斯特法倫州，屬於魯爾河的右支流，河道全長2公里，流域面積5平方公里。